# Ешленд (Огайо)
Ешленд (англ. Ashland) — місто (англ. city) в США, в окрузі Ешленд штату Огайо. Населення — 19 225 осіб (2020). У місті налічується 137,8 км вулиць, одна лікарня, одна пожежна станція, один поліцейський відділок та п'ять парків.

## Географія
Ешленд розташований за координатами 40°52′1″ пн. ш. 82°19′2″ зх. д. / 40.86694° пн. ш. 82.31722° зх. д. (40.867082, -82.317257). За даними Бюро перепису населення США в 2010 році місто мало площу 29,09 км², з яких 28,93 км² — суходіл та 0,16 км² — водойми.

## Демографія

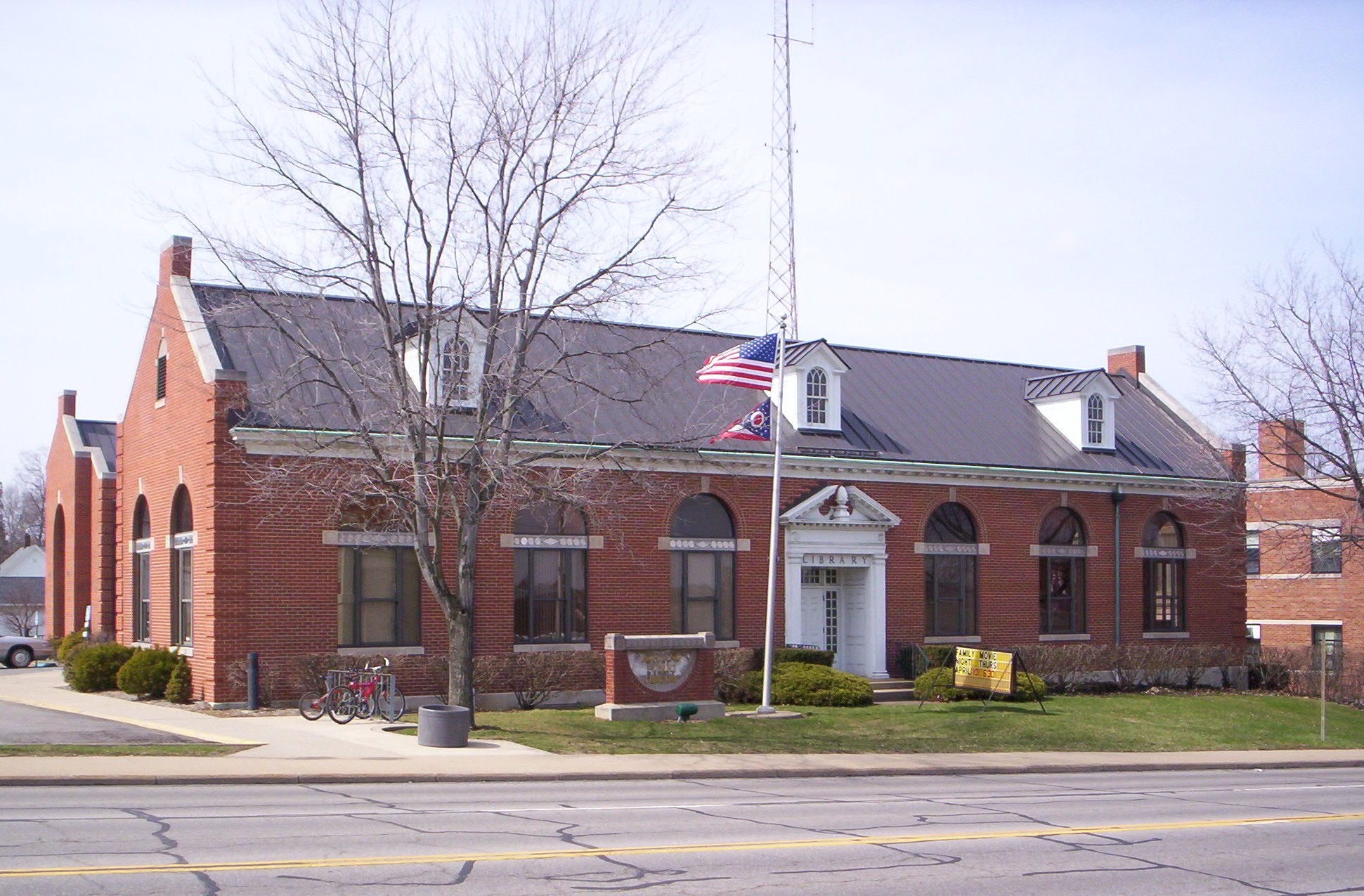
Бібліотека

Згідно з переписом 2010 року, у місті мешкали 20 362 особи в 8063 домогосподарствах у складі 4813 родин. Густота населення становила 700 осіб/км². Було 8914 помешкання (306/км²).
Расовий склад населення:
| - 95,8 % — білих - 1,4 % — чорних або афроамериканців - 1,0 % — азіатів - 0,1 % — вихідців з тихоокеанських островів - 0,1 % — корінних американців |

До двох чи більше рас належало 1,3 %. Частка іспаномовних становила 1,2 % від усіх жителів.
За віковим діапазоном населення розподілялося таким чином: 21,0 % — особи молодші 18 років, 61,3 % — особи у віці 18—64 років, 17,7 % — особи у віці 65 років та старші. Медіана віку мешканця становила 36,1 року. На 100 осіб жіночої статі у місті припадало 88,1 чоловіків; на 100 жінок у віці від 18 років та старших — 84,0 чоловіків також старших 18 років.
Середній дохід на одне домашнє господарство становив 52 189 доларів США (медіана — 39 670), а середній дохід на одну сім'ю — 64 058 доларів (медіана — 51 810). Медіана доходів становила 41 354 долари для чоловіків та 30 097 доларів для жінок. За межею бідності перебувало 14,8 % осіб, у тому числі 16,7 % дітей у віці до 18 років та 6,5 % осіб у віці 65 років та старших.
Цивільне працевлаштоване населення становило 9325 осіб. Основні галузі зайнятості: освіта, охорона здоров'я та соціальна допомога — 28,7 %, виробництво — 18,6 %, роздрібна торгівля — 11,1 %, мистецтво, розваги та відпочинок — 8,4 %.